# 伐尼克兰
伐尼克兰（英語：Varenicline） ，中文商品名为畅沛（中國大陸）、戒必適（臺灣），由辉瑞制药研发和销售，是一种用来治疗尼古丁依赖的处方药。